# Alex Young
Pour les articles homonymes, voir Young.
Alex Young, né le 3 février 1937 à Loanhead (Écosse) et mort le 27 février 2017 à Édimbourg (Écosse), est un footballeur écossais, qui évoluait au poste d'attaquant à Everton et en équipe d'Écosse. 

## Carrière
- 1955-1960 : Heart of Midlothian FC
- 1960-1968 : Everton
- 1967 : Glentoran
- 1968-1969 : Stockport County

## Palmarès

### En équipe nationale
- 8 sélections et 5 buts avec l'équipe d'Écosse entre 1960 et 1966.

### Avec Hearts
- Vainqueur du Championnat d'Écosse de football en 1958.

### Avec Everton
- Vainqueur du Championnat d'Angleterre de football en 1963.
- Vainqueur de la Coupe d'Angleterre de football en 1966.